# 68th New York Volunteer Infantry Regiment

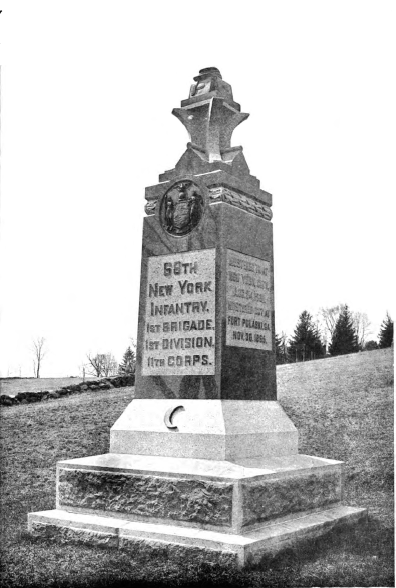
Mémorial de la 68th New York Volunteer Infantry Regiment à Gettysburg.

La 68th New York Volunteer Infantry Regiment est une unité militaire composée de volontaires qui a combattu pour l'armée de l'Union durant la guerre de Sécession. Aussi connue sous le nom de Cameron Rifles ou de Second German Rifle Regiment, elle est essentiellement composée d'immigrés allemands.

## Service
Créé en juillet 1861, trois mois après le début de la guerre, le régiment prend part aux combats des théâtres d'opérations Est et Ouest.
Appartenant à l'armée du Potomac, le 68th est initialement assigné à la défense de la ville de Washington. Il est ensuite transféré dans la vallée de Shenandoah et combat à la bataille de Cross Keys. Les hommes du 68th sont par la suite affectés au centre de la Virginie et combattent à la seconde bataille de Bull Run. Après son retour à Washington, le régiment participe à la bataille de Chancellorsville, ainsi qu'à deux des trois jours de la bataille de Gettysburg, où il subit de lourdes pertes.
Le 68th est ensuite transféré dans l'Ouest où il participe à la campagne de Chattanooga, prenant part aux victoires de l'Union à la Wauhatchie et à Missionary Ridge.
Le régiment participe au siège de Knoxville, puis passe la dernière année de la guerre à occuper les États du Tennessee et de la Géorgie, avant d'être démobilisé en novembre 1865.

## Personnages notables
- Lewis Tappan Barney est premier lieutenant du 68th New York Infantry le 20 novembre 1862[1]. Il sera le plus jeune homme breveté major général des volontaires de la guerre de Sécession.